# Енбек (Сарыкольский район)
Енбек (каз. Еңбек) — упразднённое село в Сарыкольском районе Костанайской области Казахстана. Ликвидировано в 2012 году. в состав сельского округа Лесной. Код КАТО — 396247300.

## Население
В 1999 году население села составляло 48 человек (22 мужчины и 26 женщин). По данным переписи 2009 года, в селе проживали 23 человека (17 мужчин и 6 женщин).